# Skogshagen
Skogshagen är en ort i Mjällby socken i Sölvesborgs kommun i Blekinge län, belägen just nordost om Hällevik. SCB avgränsade före 2015 för bebyggelsen i orten och i östra delen av Hällevik en småort namnsatt till Hörby och östra Hällevik. Från 2015 räknas orten som en del av tätorten Hällevik.